# Gabriel Sandu (Fußballspieler)
Gabriel Sandu (* 7. November 1952 in Bukarest; † 1. Oktober 1998) war ein rumänischer Fußballspieler. Er bestritt 211 Spiele in der höchsten rumänischen Fußballliga, der Divizia A.

## Karriere
Sandus Karriere begann bei Metalul Bukarest, im Sommer 1970 wechselte er zum Lokalrivalen Dinamo Bukarest in die erste rumänische Liga, die Divizia A. Er debütierte am 2. Mai 1971 und kam in den letzten neun Saisonspielen zum Einsatz. Am Saisonende gewann er die rumänische Meisterschaft. In der darauffolgenden Spielzeit konnte Dinamo seinen Titel nicht verteidigen, stand am Ende der Saison 1972/73 aber erneut ganz oben. Im anschließenden Europapokal der Landesmeister erreichte Sandu mit seiner Mannschaft durch ein 11:0 gegen den nordirischen Meister Crusaders FC die zweite Runde, schied dort aber gegen den späteren Finalisten Atlético Madrid aus. Es folgten mit der Meisterschaft 1975 und der Meisterschaft 1977 zwei weitere Titel.
Im Jahr 1980 verließ Sandu nach zehn Jahren Dinamo, nachdem er in den drei Jahren zuvor nicht mehr regelmäßig zum Einsatz gekommen war, und schloss sich dem Aufsteiger Progresul Vulcan Bukarest an. In der Saison 1980/81 schaffte er mit Progresul den Klassenerhalt. In der darauffolgenden Spielzeit kam er lediglich auf einen Einsatz und konnte damit den Abstieg von Progresul nicht vermeiden. Im Jahr 1982 beendete er seine Laufbahn.

## Nationalmannschaft
Sandu bestritt zwischen 1974 und 1976 insgesamt 22 Spiele für die rumänische Nationalmannschaft und erzielte dabei zwei Tore. Er debütierte in dem von Valentin Stănescu trainierten Team am 5. Juni 1974 in einem Freundschaftsspiel gegen die Niederlande. Im Jahr 1975 wurde er zur Stammkraft in der Abwehr und bildete mit Florin Cheran, Teodor Anghelini und Alexander Szatmári eine eingespielte Formation. Sie verpassten als Zweiter hinter Spanien jedoch die Qualifikation zur Europameisterschaft 1976. Auch der neue Nationaltrainer Ștefan Kovács setzte zunächst auf Sandu. Am 22. September 1976 bestritt er gegen die Tschechoslowakei sein letztes Länderspiel.

## Erfolge
- rumänischer Meister: 1971, 1973, 1975, 1977